# Химой (тайп)
Химой (чечен. ХӀимой) — один из чеченских тайпов, входящий в тукхум шарой. Был расселён в основном в юго-восточной части Чечни.

## География
Территория тайпа расположена по правому берегу Шаро-Аргуна, северо-восточнее Хакмадоя, граничит на западе Цеси, на северо-востоке с Чайры и Кири, на юге соответственно с Хакмадоем.

## Поселения тайпа
На территории тайпа располагались такие башенные аулы и хутора как: Химой, Басхойн-аул, Зун юххи, Баьан гу, Гурчу ирзо, Хьуна юккъе, Алти-аул, Циелара, Елиза, Сай бийначу кхиере, Албаган-аул, ПIачин-аул, Мишал-гала, Хохадичу, Биегаран дукъа, Шарипан-аул и Кхоранчу.